# Chrysogorgia comans
Chrysogorgia comans är en korallart som beskrevs av Sôichirô Kinoshita 1913. Chrysogorgia comans ingår i släktet Chrysogorgia och familjen Chrysogorgiidae. Inga underarter finns listade i Catalogue of Life.